# The Flow
The Flow — российский музыкально-развлекательный портал о хип-хоп-культуре, основанный в 2014 году.

## История
23 мая 2014 года редакторам сайта Rap.ru отключили доступ к ресурсу. Своё нежелание работать дальше редакция объяснила давлением владельцев на редакционную политику издания.
2 июня 2014 года бывшая команда Rap.ru запустила сайт The Flow как главное отечественное медиа о рэпе и всём, что популярно у современной российской молодёжи.
В январе 2015 года на сайте The Flow было запущено голосование среди читателей для определения лучших рэперов в 2014 году по шести номинациям: «Лучший отечественный альбом», «Лучший зарубежный альбом», «Лучший отечественный трек», «Лучший зарубежный трек», «Лучший отечественный артист» и «Лучший зарубежный артист». В каждой из категорий было представлено по 20 претендентов.
27 августа 2016 года рэпер ДеЦл опубликовал в Твиттере твит с жалобой по поводу шума в клубе «Газгольдер». На следующий день портал The Flow разместил в Твиттере ссылку на материал об этом. Рэпер Баста отреагировал на новость, написав: «Децл-лохматое чмо 2». 28 сентября 2016 года ДеЦл подал иск на миллион рублей к Басте за «лохматое чмо».
В 2017 году редакция The Flow запустила на своём ютьюб-канале шоу «Русский рэп от первого лица». Гостем дебютного выпуска стал рэпер Витя из группы «АК-47».
В январе 2018 года интернет-портал The Flow подвёл итоги 2017 года по результатам голосования пользователей сайта в нескольких категориях. Лучшим альбомом года читатели Flow признали пластинку ЛСП «Tragic City». Лучшим иностранным альбомом стал «DAMN.» Кендрика Ламара, а рэпер ЛСП победил в номинациях «Лучший артист», «Лучший рэп-альбом» и «Лучший клип». Лучшим баттлом года стала рэп-битва между Оксимироном и Гнойным.
В 2018 году сайт The Flow участвовал в выборе победителя в конкурсе для молодых музыкантов JBL Vox Popupli, запущенном организаторами музыкальной премии «Золотая Горгулья».
В декабре 2018 года редакторы сайта The Flow запустили подкаст «Редколлегия», где обсуждает новости русского рэпа и резонансные явления российской и западной музыкальной сцены.
В 2019 году сайт The Flow и лейбл Universal Music Russia запустили конкурс для рэперов, главным призом которого стал видеоклип с бюджетом в 15 тысяч долларов. Судил конкурс рэпер Влади из «Касты».
7 июня 2024 года The Flow выпустил статью к 10-летию сайта, в которой её бывшие и нынешние авторы высказались о годах работы.

## Оценки
В 2018 году музыкальный обозреватель газеты «КоммерсантЪ», Борис Барабанов, поместил сайт в свой список «Кто решает в шоу-бизнесе—2018»:
The Flow. Самый популярный и влиятельный интернет-портал о музыке и молодёжной культуре. The Flow — сайт, который запускает тренды и ставит диагнозы. Оперативные новости из мира хип-хопа перемежаются фото девушек в купальниках.

## Руководство и сотрудники
В 2014 году сайт был запущен бывшими редакторами сайта Rap.ru. Генеральный директор — Андрей Алексеевич Никитин (с 2014 года). Учредители — Александр Ромодин (70,00 %), Андрей Никитин (20,00 %), Руслан Муннибаев (10,00 %).
Главный редактор:
- Андрей Никитин (Москва) (2014—н.в.)

Редакторы:
- Руслан Муннибаев (Москва) (2014—н.в.)
- Алексей Горбаш (Минск) (2014—2021)[20]
- Николай Редькин (Москва) (2014—2020)[21]
- Андрей Недашковский (Киев) (2014—н.в.)
- Кирилл Бусаренко (Владивосток[20]) (2017—н.в.)[17]
- Карина Бычкова (2022—н.в.)[17]
- Дарья Бычковская (2020—н.в.)[17]
- Владимир Аладьин (Белград) (2014—2018)[17]
- Владимир Завьялов (2018—2020)[17]

## Статистика
По данным Alexa, в ноябре 2020 года The Flow входит в рейтинг 30 тысяч самых популярных сайтов в Интернете.

## Другие проекты
В 2014 году главный редактор Андрей Никитин стал шеф-редактором московского издания журнала Time Out, позже стал редактором раздела «Музыка» на сайте «Афиша Daily», а также является одним из судей на премии Jager Music Awards, где ему с недавних пор помогают Лёша Горбаш и Николай Редькин.
24 июля 2017 года Андрей Никитин выступил в летнем кинотеатре «Музеон» с лекцией «Как рэп в России из маргинального жанра превратился в молодёжный мейнстрим».